# Скачинци
Скачинци или Скаченци (на македонска литературна норма: Скачинци) е село в централната част на Северна Македония, община Градско.

## География
Селото е разположено в областта Клепа, на десния бряг на река Вардар, на 20 километра южно от град Велес в южното подножие на връх Куен. Основната забележителност на селото е църквата „Свети Спас“.

## История
В XIX век Скачинци е българско село във Велешка кааза, нахия Клепа на Османската империя. Към 1863 година селото приема унията и става част от Българската униатска църква. Свещеник е поп Арсо.
Селската църква „Света Троица“ е от 1870 година. В „Етнография на вилаетите Адрианопол, Монастир и Салоника“, издадена в Константинопол в 1878 година и отразяваща статистиката на населението от 1873 г., Скачанци (Scatchantzi) е посочено като село с 48 домакинства и 226 жители българи. Според статистиката на Васил Кънчов („Македония. Етнография и статистика“) от 1900 г. Скаченци има 500 жители, всички българи християни.
В началото на XX век жителите на селото са под върховенството на Българската екзархия. По данни на секретаря на екзархията Димитър Мишев („La Macédoine et sa Population Chrétienne“) през 1905 година в Скачинци (Skatchintzi) има 520 българи екзархисти.
През учебната 1912/1913 година учител в селото е Иван Хаджинаумов.
След Междусъюзническата война в 1913 година селото попада в Сърбия.
На етническата си карта от 1927 година Леонард Шулце Йена показва Скачанци (Skačanci) като българско християнско село.

## Личности
Родени в Скачинци
- Алекси Стоянов Андов (1879 – след 1943), български революционер
- Ангел Мишев, български революицонер, служил в българската армия, комунистически партизанин, възобновил дейността на ВМРО през 1947 година, борец за Независима Македония, осъден на смърт в 1948 година.[8][9]
- Наце Лолов – Скочинчанец, сръбски войвода
- Спиро Георгиев, български революционер, четник на Петър Лесев в 1915 година[10]
- Сута Бъчварова (1864 – ?), българска революционерка

Починали в Скачинци
- Велко Апостолов Попадийски (1877 – 1908), български революционер
- Владимир Сланков (1889 – 1914), български революционер
- Илия Касев (1871 – 1914), български революционер
- Камен Лазаров (1871 – 1914), български революционер
- Павел Арсов, български духовник, свещеник в селото в периода 1874 – 1908 година[11]
- Юрдан Стаменов (Стоименов) Георгиев, български военен деец, старши подофицер, загинал през Първата световна война[12]